# Журавица (гмина)
Журавица (пол. Żurawica) — сельская гмина (волость) в Польше, входит как административная единица в Перемышльский повет, Подкарпатское воеводство. Население — 12 165 человек (на 2004 год).

## Демография
| Перепись                       | Всего   | Всего | Женщины | Женщины | Мужчины | Мужчины |
| ------------------------------ | ------- | ----- | ------- | ------- | ------- | ------- |
| Единицы                        | человек | %     | человек | %       | человек | %       |
| Население                      | 12 165  | 100   | 6136    | 50,4    | 6029    | 49,6    |
| Плотность населения (чел./км²) | 127,6   | 127,6 | 64,3    | 64,3    | 63,2    | 63,2    |

## Сельские округа
1. Батыче
2. Болестрашице
3. Бушковице
4. Бушковички
5. Косенице
6. Мадковице
7. Ожеховце
8. Вышатыце
9. Журавица
10. Бараки
11. Воля-Мадковска

## Соседние гмины
1. Гмина Медыка
2. Гмина Орлы
3. Гмина Пшемысль
4. Перемышль
5. Гмина Рокетница
6. Гмина Стубно